# Адам Петрушка
Адам Петрушка (пол. Adam Pietruszka; 19 липня 1938, Кутно) — офіцер комуністичної держбезпеки ПНР, у 1981—1984 — заступник начальника IV департаменту СБ МВС. Спеціалізувався на боротьбі з католицькою опозицією. Організатор вбивства капелана «Солідарності» Єжи Попелушко.

## Інспектор держбезпеки та міліції
Народився у сім'ї сільськогосподарського робітника. Закінчив залізничне технічне училище у Кутно, потім у Познані. Працював механіком на залізничній станції у Щецині. У 1958—1960 роках служив у технічних частинах збройних сил ПНР.
У 1961 році Адам Петрушка вступив до Служби держбезпеки. Закінчив школу оперативного складу МВС у Леґьоново. Спочатку служив у підрозділах, які контролювали щецинські підприємства промисловості та транспорту. З 1962 року перебував в урядущій компартії ПОРП.
Адам Петрушка характеризувався начальством як співробітник сумлінний і ретельний, але не дуже ефективний. У 1968 році подав рапорт про переведення у громадянську міліцію, служив міліцейським інспектором.
У 1970 році Петрушка закінчив юридичний факультет Університету імені Адама Міцкевича. Захистив дисертацію на тему правових обґрунтувань адміністративного примусу.

## Функціонер антикатолицького департаменту
З 1971 року Петрушка повернувся до органів СБ МВС ПНР і вступив до IV департаменту, який спеціалізувався на боротьбі проти польської католицької церкви. Опікувався мережею інформаторів у католицькому середовищі. Як стверджується, одним з агентів Петрушки був відомий свящеyник Вроцлавської архиєпархії Міхал Чайковський.
На цьому напрямі Петрушка досяг значно більшого, ніж на промислово-транспортному. У нових характеристиках оцінювався як співробітник дуже здатний, ефективний й амбітний. У 1970 році отримав звання капітана, до 1979 року став підполковником. Був нагороджений низкою орденів і медалей ПНР.
У період протиборства ПОРП з профспілкою Солідарність Петрушка організовував спостереження за керівником пресслужби польського єпископату абатом Алоїзієм Оршуликом, у місцях інтернування контролював Леха Валенсу. За інформацією італійського слідчого Фердинандо Імпозімато, Петрушка був присутнім на місці подій під час замаху на життя Папи Римського Івана Павла II. З 1982 року мав звання полковника.
У 1981 році Петрушка отримав призначення заступником начальника IV департаменту генерала Зенона Платека. Кілька місяців 1984 року, за тимчасової відсутності Платека, виконував обов'язки начальника.

## Вбивство та наслідки
У 1984 році полковник Петрушка отримав від керівництва розпорядження нейтралізувати ксьондза Єжи Попелушко — капелана «Солідарності», який виступав з яскравими проповідями антитоталітарного характеру. Відповідний наказ полковник Петрушка віддав у спецгрупу «D» капітану Пйотровському. При цьому Петрушка зазначив, що «смерть Попелушка від серцевого нападу буде його проблемою».
19 жовтня 1984 року капітан Пйотровський, поручник (лейтенант) Пенкала та поручик Хмелевський викрали Єжи Попелушка, зазнали жорстоких побиттів і скоїли вбивство. Але цю акцію, задуману як усунення опозиційного проповідника, використали для політичної інтриги у керівництві ПОРП. Войцех Ярузельський та його прихильники — Чеслав Кіщак, Флоріан Сивіцький, Мечислав Раковський — використали ситуацію для чищення партійного та карального керівництва від представників сталінського «бетону» (Мирослав Мілевський, Стефан Ольшовський, Тадеуш Грабський, Альбін Сивак, Владислав Цястонь, Зенон Платек). Для цього був потрібний показовий судовий процес. Організатори та виконавці вбивства не передбачали такого повороту подій.
Петрушка вжив заходів до приховання злочину. Проте вибух громадського обурення та внутрішня боротьба у партійній верхівці призвели до того, що 23 жовтня 1984 року безпосереднього організатора та виконавців вбивства Попелушка заарештували. 24 грудня 1984 року генерал Кіщак видав наказ про звільнення Петрушки зі служби та позбавлення звання полковника.

## Суд і вирок
Наприкінці року всі четверо постали перед воєводським судом у Торуні за місцем скоєння злочину. На процесі Петрушка тримався спокійно та впевнено, свої дії доводив «антидержавною діяльністю» Попелушко.
Адам Петрушка, як і Гжегож Пйотровський, отримав максимальний термін — 25 років позбавлення волі (Пенкала та Хмелевський — відповідно 15 і 14 років). У вироку особливо відзначалася роль Петрушки як натхненника й організатора, який «за столом свого кабінету розтоптав закон і мораль, штовхнувши підлеглих на безжальний злочин».
Перебуваючи в ув'язненні, Петрушка звинувачував міністра внутрішніх справ генерала Кіщака у невиконанні зобов'язань перед учасниками спецоперації. Розважався карикатурними зображеннями та глузливими коментарями до газетних статей, у яких фігурував Кищак.
У 1986 році влада ПНР застосувала до Петрушки амністію, скоротивши термін ув'язнення. Однак швидко звільнитися йому не вдалося через політичні зміни 1988—1990 років. Петрушка вийшов із в'язниці лише у 1995 році.

## Після звільнення
Протягом багатьох років Адам Петрушка марно домагається юридичного виправдання та зняття судимості. Заявляє про свою повну невинність. На відміну від Пенкали, він ніколи не висловлював каяття. На відміну від Хмелевського, не вважає за потрібне ховатися. Проте, на відміну від Пйотровського, не схильний до демонстративної публічності.
Адам Петрушка одружений, має сина. Після звільнення проживає у Мокотуві. Тривалий час отримував підвищену пенсію як ветеран спецслужби.